# Hikari no senritsu
Hikari no senritsu (jap. 光の旋律; dos. Melodia światła) – siódmy singel zespołu Kalafina, wydany 20 stycznia 2010 roku. Tytułowy utwór został wykorzystany jako opening w anime So Ra No Wo To (jap. ソ・ラ・ノ・ヲ・ト).
Singel osiągnął 7 pozycję w rankingu Oricon, sprzedano 20 281 egzemplarzy.

## Lista utworów
Wszystkie utwory zostały skomponowane i napisane przez Yuki Kajiura.
Dysk pierwszy (CD)
| Nr | Tytuł                                                 | Czas |
| -- | ----------------------------------------------------- | ---- |
| 1. | "Hikari no senritsu" (jap. 光の旋律)                  | 6:14 |
| 2. | "sapphire"                                            | 3:49 |
| 3. | "Hikari no senritsu 〜Instrumental〜" (jap. 光の旋律) | 6:11 |

Dysk drugi (DVD)
| Nr | Tytuł                                            | Czas |
| -- | ------------------------------------------------ | ---- |
| 1. | "Hikari no senritsu" (jap. 光の旋律) (wideoklip) |      |
| 2. | "So Ra No Wo To trailer"                         |      |
| 3. | "So Ra No Wo To TV spot" (15-sekundowa wersja)   |      |
| 4. | "So Ra No Wo To TV spot" (30-sekundowa wersja)   |      |

## Notowania
| Lista                       | Pozycja |
| --------------------------- | ------- |
| Oricon Weekly Singles Chart | 7       |
| CDTV                        | 7       |
| J-CD                        | 15      |